# Temporada 2017-18 de Fórmula E
La temporada 2017-18 de Fórmula E fue la cuarta temporada del campeonato de monoplazas eléctricos, organizada por la Federación Internacional del Automóvil.

## Equipos y pilotos
| Escudería                 | Chasis         | Motor                | Neu. | N.º | Pilotos titulares      | Carreras  |
| ------------------------- | -------------- | -------------------- | ---- | --- | ---------------------- | --------- |
| Renault e.dams            | Spark-Renault  | Renault Z.E. 17      | M    | 8   | Nicolas Prost          | Todas     |
| Renault e.dams            | Spark-Renault  | Renault Z.E. 17      | M    | 9   | Sébastien Buemi        | Todas     |
| Audi Sport ABT Schaeffler | Spark-Audi     | Audi e-tron FE04     | M    | 1   | Lucas Di Grassi        | Todas     |
| Audi Sport ABT Schaeffler | Spark-Audi     | Audi e-tron FE04     | M    | 66  | Daniel Abt             | Todas     |
| Mahindra Racing           | Spark-Mahindra | Mahindra M4ELECTRO   | M    | 23  | Nick Heidfeld          | Todas     |
| Mahindra Racing           | Spark-Mahindra | Mahindra M4ELECTRO   | M    | 19  | Felix Rosenqvist       | Todas     |
| DS Virgin Racing          | Spark-Citroën  | DS Virgin DSV-03     | M    | 2   | Sam Bird               | Todas     |
| DS Virgin Racing          | Spark-Citroën  | DS Virgin DSV-03     | M    | 36  | Alex Lynn              | Todas     |
| Techeetah                 | Spark-Renault  | Renault Z.E. 17      | M    | 18  | André Lotterer         | Todas     |
| Techeetah                 | Spark-Renault  | Renault Z.E. 17      | M    | 25  | Jean-Éric Vergne       | Todas     |
| NIO Formula E Team        | Spark-NIO      | NextEV NIO Sport 003 | M    | 16  | Oliver Turvey          | 1–11      |
| NIO Formula E Team        | Spark-NIO      | NextEV NIO Sport 003 | M    | 68  | Luca Filippi           | 1–7, 9–12 |
| NIO Formula E Team        | Spark-NIO      | NextEV NIO Sport 003 | M    | 68  | Ma Qing Hua            | 8, 12     |
| MS&AD Andretti Formula E  | Spark-Andretti | Andretti ATEC-03     | M    | 27  | Kamui Kobayashi        | 1–2       |
| MS&AD Andretti Formula E  | Spark-Andretti | Andretti ATEC-03     | M    | 27  | Tom Blomqvist          | 3–8       |
| MS&AD Andretti Formula E  | Spark-Andretti | Andretti ATEC-03     | M    | 27  | Stéphane Sarrazin      | 9–12      |
| MS&AD Andretti Formula E  | Spark-Andretti | Andretti ATEC-03     | M    | 28  | António Félix da Costa | Todas     |
| Dragon Racing             | Spark-Penske   | PENSKE EV-2          | M    | 6   | Neel Jani              | 1–2       |
| Dragon Racing             | Spark-Penske   | PENSKE EV-2          | M    | 6   | José María López       | 3–12      |
| Dragon Racing             | Spark-Penske   | PENSKE EV-2          | M    | 7   | Jérôme d'Ambrosio      | Todas     |
| Venturi Formula E Team    | Spark-Venturi  | Venturi VM200-FE-03  | M    | 4   | Edoardo Mortara        | 1–8, 10   |
| Venturi Formula E Team    | Spark-Venturi  | Venturi VM200-FE-03  | M    | 4   | Tom Dillmann           | 9, 11-12  |
| Venturi Formula E Team    | Spark-Venturi  | Venturi VM200-FE-03  | M    | 5   | Maro Engel             | Todas     |
| Panasonic Jaguar Racing   | Spark-Jaguar   | Jaguar I-TYPE 2      | M    | 3   | Nelson Piquet Jr.      | Todas     |
| Panasonic Jaguar Racing   | Spark-Jaguar   | Jaguar I-TYPE 2      | M    | 20  | Mitch Evans            | Todas     |

- Fuente: fiaformulae.com[29]

### Cambios en los equipos
- Audi Sport adquiere al equipo ABT Schaeffler Audi Sport Formula E Team que la marca alemana patrocinaba, pasando a competir desde la temporada 2017-18 como Audi Sport Formula E Team.[30]
- NIO adquiere al equipo chino NEXTEV NIO Formula E Team que la empresa patrocinaba, pasando a competir desde la temporada 2017-18 como NIO Formula E Team y con bandera británica.

### Cambios de pilotos
- El campeón de Fórmula E 2014-15, Nelson Piquet Jr. se pasa a Panasonic Jaguar Racing, reemplazando a Adam Carroll.[27]
- El expiloto de IndyCar y GP2, Luca Filippi se une a NIO, reemplazando a Nelson Piquet Jr. que se pasó a Jaguar.[13]
- El campeón del A1 Grand Prix 2008 y campeón del WEC 2016, Neel Jani se unió a Dragon Racing en sustitución de Loïc Duval.[22]
- El campeón de la GP3 Series 2014 y ganador de las 12 Horas de Sebring, Alex Lynn reemplaza a José María López en DS Virgin Racing.[9]
- El campeón de la Super Fórmula Japonesa en 2011 y el campeón del WEC 2012, André Lotterer, se une a Techeetah en sustitución de Stéphane Sarrazin.[10]
- El campeón de la Fórmula 3 Euroseries, Edoardo Mortara hará su debut en la Fórmula E con Venturi.[25]
- El piloto del DTM, Tom Blomqvist reemplazó a Robin Frijns en el Andretti Autosport, pero su asiento antes de la primera ronda fue otorgado al campeón del WEC y piloto de la Super Fórmula Japonesa, Kamui Kobayashi.[18]
- Después de solo un fin de semana en Hong Kong, el piloto de Dragon Racing, Neel Jani, dejó el equipo para concentrarse en su próxima campaña del WEC. Será reemplazado por el expiloto de DS Virgin Racing, José María López.[23]

## Pretemporada
A principios de octubre de 2017 se realizaron las pruebas de pretemporada en el Circuito Ricardo Tormo, en la Comunidad Valenciana, España.

## Calendario
El calendario provisional fue lanzado en mayo de 2017, y en septiembre se lo confirmó. Allí aparecían Sao Paulo y Montreal, pero ambos fueron suspendidos, el primero siendo remplazado por Punta del Este. Roma y Zúrich se estrenaron en esta temporada, y Buenos Aires se ausentó. Además, en junio, se llevó a cabo la primera carrera de automovilismo internacional en Suiza desde 1955.
| Carrera | ePrix                  | País           | Circuito                                 | Fecha                  |
| ------- | ---------------------- | -------------- | ---------------------------------------- | ---------------------- |
| 1       | Hong Kong ePrix        | Hong Kong      | Circuito callejero de Hong Kong          | 2 de diciembre de 2017 |
| 2       | Hong Kong ePrix        | Hong Kong      | Circuito callejero de Hong Kong          | 3 de diciembre de 2017 |
| 3       | Marrakech ePrix        | Marruecos      | Circuito Internacional Moulay El Hassan  | 13 de enero de 2018    |
| 4       | Santiago ePrix de 2018 | Chile          | Circuito Callejero del Parque Forestal   | 3 de febrero de 2018   |
| 5       | Ciudad de México ePrix | México         | Autódromo Hermanos Rodríguez             | 3 de marzo de 2018     |
| 6       | Punta del Este ePrix   | Uruguay        | Circuito callejero de Playa Brava        | 17 de marzo de 2018    |
| 7       | Roma ePrix             | Italia         | Circuito callejero del EUR               | 14 de abril de 2018    |
| 8       | París ePrix            | Francia        | Circuito de los Inválidos                | 28 de abril de 2018    |
| 9       | Berlín ePrix           | Alemania       | Circuito del aeropuerto Berlín-Tempelhof | 19 de mayo de 2018     |
| 10      | Zúrich ePrix           | Suiza          | Circuito callejero de Zúrich             | 10 de junio de 2018    |
| 11      | Nueva York ePrix       | Estados Unidos | Circuito callejero de Brooklyn           | 14 de julio de 2018    |
| 12      | Nueva York ePrix       | Estados Unidos | Circuito callejero de Brooklyn           | 15 de julio de 2018    |

## Resultados

### Resultados por ePrix
| N.º | Fecha                  | ePrix                                                                                 | Mapa del circuito | Resultados        | Resultados       | Reporte    |
| --- | ---------------------- | ------------------------------------------------------------------------------------- | ----------------- | ----------------- | ---------------- | ---------- |
| 1   | 2 de diciembre de 2017 | Hong Kong ePrix Circuito callejero de Hong Kong Longitud:1,86 km Vueltas: 45          |                   | Ganador           | Sam Bird         | Resultados |
| 1   | 2 de diciembre de 2017 | Hong Kong ePrix Circuito callejero de Hong Kong Longitud:1,86 km Vueltas: 45          | 2º puesto         | Jean-Éric Vergne  |                  | Resultados |
| 1   | 2 de diciembre de 2017 | Hong Kong ePrix Circuito callejero de Hong Kong Longitud:1,86 km Vueltas: 45          | 3º puesto         | Nick Heidfeld     |                  | Resultados |
| 1   | 2 de diciembre de 2017 | Hong Kong ePrix Circuito callejero de Hong Kong Longitud:1,86 km Vueltas: 45          | Vuelta rápida     | Jérôme d'Ambrosio |                  | Resultados |
| 1   | 2 de diciembre de 2017 | Hong Kong ePrix Circuito callejero de Hong Kong Longitud:1,86 km Vueltas: 45          | Pole Position     | Jean-Éric Vergne  |                  | Resultados |
| 2   | 3 de diciembre de 2017 | Hong Kong ePrix Circuito callejero de Hong Kong Longitud:1,86 km Vueltas: 45          | Ganador           | Felix Rosenqvist  |                  | Resultados |
| 2   | 3 de diciembre de 2017 | Hong Kong ePrix Circuito callejero de Hong Kong Longitud:1,86 km Vueltas: 45          | 2º puesto         | Edoardo Mortara   |                  | Resultados |
| 2   | 3 de diciembre de 2017 | Hong Kong ePrix Circuito callejero de Hong Kong Longitud:1,86 km Vueltas: 45          | 3º puesto         | Mitch Evans       |                  | Resultados |
| 2   | 3 de diciembre de 2017 | Hong Kong ePrix Circuito callejero de Hong Kong Longitud:1,86 km Vueltas: 45          | Vuelta rápida     | Lucas Di Grassi   |                  | Resultados |
| 2   | 3 de diciembre de 2017 | Hong Kong ePrix Circuito callejero de Hong Kong Longitud:1,86 km Vueltas: 45          | Pole Position     | Felix Rosenqvist  |                  | Resultados |
| 3   | 13 de enero de 2018    | Marrakech ePrix Circuito Internacional Moulay El Hassan Longitud: 3 km Vueltas: 33    |                   | Ganador           | Felix Rosenqvist | Resultados |
| 3   | 13 de enero de 2018    | Marrakech ePrix Circuito Internacional Moulay El Hassan Longitud: 3 km Vueltas: 33    | 2º puesto         | Sébastien Buemi   |                  | Resultados |
| 3   | 13 de enero de 2018    | Marrakech ePrix Circuito Internacional Moulay El Hassan Longitud: 3 km Vueltas: 33    | 3º puesto         | Sam Bird          |                  | Resultados |
| 3   | 13 de enero de 2018    | Marrakech ePrix Circuito Internacional Moulay El Hassan Longitud: 3 km Vueltas: 33    | Vuelta rápida     | Nelson Piquet Jr. |                  | Resultados |
| 3   | 13 de enero de 2018    | Marrakech ePrix Circuito Internacional Moulay El Hassan Longitud: 3 km Vueltas: 33    | Pole Position     | Sébastien Buemi   |                  | Resultados |
| 4   | 3 de febrero de 2018   | Santiago ePrix Circuito de Parque Forestal Longitud: 2,46 km Vueltas: 37              |                   | Ganador           | Jean-Éric Vergne | Resultados |
| 4   | 3 de febrero de 2018   | Santiago ePrix Circuito de Parque Forestal Longitud: 2,46 km Vueltas: 37              | 2º puesto         | André Lotterer    |                  | Resultados |
| 4   | 3 de febrero de 2018   | Santiago ePrix Circuito de Parque Forestal Longitud: 2,46 km Vueltas: 37              | 3º puesto         | Sébastien Buemi   |                  | Resultados |
| 4   | 3 de febrero de 2018   | Santiago ePrix Circuito de Parque Forestal Longitud: 2,46 km Vueltas: 37              | Vuelta rápida     | Sam Bird          |                  | Resultados |
| 4   | 3 de febrero de 2018   | Santiago ePrix Circuito de Parque Forestal Longitud: 2,46 km Vueltas: 37              | Pole Position     | Jean-Éric Vergne  |                  | Resultados |
| 5   | 3 de marzo de 2018     | Ciudad de México ePrix Autódromo Hermanos Rodríguez Longitud: 2,09 km Vueltas: 45     |                   | Ganador           | Daniel Abt       | Resultados |
| 5   | 3 de marzo de 2018     | Ciudad de México ePrix Autódromo Hermanos Rodríguez Longitud: 2,09 km Vueltas: 45     | 2º puesto         | Oliver Turvey     |                  | Resultados |
| 5   | 3 de marzo de 2018     | Ciudad de México ePrix Autódromo Hermanos Rodríguez Longitud: 2,09 km Vueltas: 45     | 3º puesto         | Sébastien Buemi   |                  | Resultados |
| 5   | 3 de marzo de 2018     | Ciudad de México ePrix Autódromo Hermanos Rodríguez Longitud: 2,09 km Vueltas: 45     | Vuelta rápida     | Lucas Di Grassi   |                  | Resultados |
| 5   | 3 de marzo de 2018     | Ciudad de México ePrix Autódromo Hermanos Rodríguez Longitud: 2,09 km Vueltas: 45     | Pole Position     | Felix Rosenqvist  |                  | Resultados |
| 6   | 17 de marzo de 2018    | Punta del Este ePrix Circuito callejero de Playa Brava Longitud: 2,785 km Vueltas: 37 |                   | Ganador           | Jean-Éric Vergne | Resultados |
| 6   | 17 de marzo de 2018    | Punta del Este ePrix Circuito callejero de Playa Brava Longitud: 2,785 km Vueltas: 37 | 2º puesto         | Lucas Di Grassi   |                  | Resultados |
| 6   | 17 de marzo de 2018    | Punta del Este ePrix Circuito callejero de Playa Brava Longitud: 2,785 km Vueltas: 37 | 3º puesto         | Sam Bird          |                  | Resultados |
| 6   | 17 de marzo de 2018    | Punta del Este ePrix Circuito callejero de Playa Brava Longitud: 2,785 km Vueltas: 37 | Vuelta rápida     | José María López  |                  | Resultados |
| 6   | 17 de marzo de 2018    | Punta del Este ePrix Circuito callejero de Playa Brava Longitud: 2,785 km Vueltas: 37 | Pole Position     | Jean-Éric Vergne  |                  | Resultados |
| 7   | 14 de abril de 2018    | Roma ePrix Circuito callejero del EUR Longitud: 2,86 km Vueltas: 33                   |                   | Ganador           | Sam Bird         | Resultados |
| 7   | 14 de abril de 2018    | Roma ePrix Circuito callejero del EUR Longitud: 2,86 km Vueltas: 33                   | 2º puesto         | Lucas Di Grassi   |                  | Resultados |
| 7   | 14 de abril de 2018    | Roma ePrix Circuito callejero del EUR Longitud: 2,86 km Vueltas: 33                   | 3º puesto         | André Lotterer    |                  | Resultados |
| 7   | 14 de abril de 2018    | Roma ePrix Circuito callejero del EUR Longitud: 2,86 km Vueltas: 33                   | Vuelta rápida     | Daniel Abt        |                  | Resultados |
| 7   | 14 de abril de 2018    | Roma ePrix Circuito callejero del EUR Longitud: 2,86 km Vueltas: 33                   | Pole Position     | Felix Rosenqvist  |                  | Resultados |
| 8   | 28 de abril de 2018    | París ePrix Circuito de los Inválidos Longitud: 1,93 km Vueltas: 49                   |                   | Ganador           | Jean-Éric Vergne | Resultados |
| 8   | 28 de abril de 2018    | París ePrix Circuito de los Inválidos Longitud: 1,93 km Vueltas: 49                   | 2º puesto         | Lucas Di Grassi   |                  | Resultados |
| 8   | 28 de abril de 2018    | París ePrix Circuito de los Inválidos Longitud: 1,93 km Vueltas: 49                   | 3º puesto         | Sam Bird          |                  | Resultados |
| 8   | 28 de abril de 2018    | París ePrix Circuito de los Inválidos Longitud: 1,93 km Vueltas: 49                   | Vuelta rápida     | Lucas Di Grassi   |                  | Resultados |
| 8   | 28 de abril de 2018    | París ePrix Circuito de los Inválidos Longitud: 1,93 km Vueltas: 49                   | Pole Position     | Jean-Éric Vergne  |                  | Resultados |
| 9   | 19 de mayo de 2018     | Berlín ePrix Circuito del aeropuerto Berlín-Tempelhof Longitud: 2,375 km Vueltas: 45  |                   | Ganador           | Daniel Abt       | Resultados |
| 9   | 19 de mayo de 2018     | Berlín ePrix Circuito del aeropuerto Berlín-Tempelhof Longitud: 2,375 km Vueltas: 45  | 2º puesto         | Lucas Di Grassi   |                  | Resultados |
| 9   | 19 de mayo de 2018     | Berlín ePrix Circuito del aeropuerto Berlín-Tempelhof Longitud: 2,375 km Vueltas: 45  | 3º puesto         | Jean-Éric Vergne  |                  | Resultados |
| 9   | 19 de mayo de 2018     | Berlín ePrix Circuito del aeropuerto Berlín-Tempelhof Longitud: 2,375 km Vueltas: 45  | Vuelta rápida     | Daniel Abt        |                  | Resultados |
| 9   | 19 de mayo de 2018     | Berlín ePrix Circuito del aeropuerto Berlín-Tempelhof Longitud: 2,375 km Vueltas: 45  | Pole Position     | Daniel Abt        |                  | Resultados |
| 10  | 10 de junio de 2018    | Zúrich ePrix Circuito callejero de Zúrich Longitud: 2,46 km Vueltas: 39               |                   | Ganador           | Lucas Di Grassi  | Resultados |
| 10  | 10 de junio de 2018    | Zúrich ePrix Circuito callejero de Zúrich Longitud: 2,46 km Vueltas: 39               | 2º puesto         | Sam Bird          |                  | Resultados |
| 10  | 10 de junio de 2018    | Zúrich ePrix Circuito callejero de Zúrich Longitud: 2,46 km Vueltas: 39               | 3º puesto         | Jérôme d'Ambrosio |                  | Resultados |
| 10  | 10 de junio de 2018    | Zúrich ePrix Circuito callejero de Zúrich Longitud: 2,46 km Vueltas: 39               | Vuelta rápida     | André Lotterer    |                  | Resultados |
| 10  | 10 de junio de 2018    | Zúrich ePrix Circuito callejero de Zúrich Longitud: 2,46 km Vueltas: 39               | Pole Position     | Mitch Evans       |                  | Resultados |
| 11  | 14 de julio de 2018    | Nueva York ePrix Circuito callejero de Brooklyn Longitud: 2,373 km Vueltas: 45        |                   | Ganador           | Lucas Di Grassi  | Resultados |
| 11  | 14 de julio de 2018    | Nueva York ePrix Circuito callejero de Brooklyn Longitud: 2,373 km Vueltas: 45        | 2º puesto         | Daniel Abt        |                  | Resultados |
| 11  | 14 de julio de 2018    | Nueva York ePrix Circuito callejero de Brooklyn Longitud: 2,373 km Vueltas: 45        | 3º puesto         | Sébastien Buemi   |                  | Resultados |
| 11  | 14 de julio de 2018    | Nueva York ePrix Circuito callejero de Brooklyn Longitud: 2,373 km Vueltas: 45        | Vuelta rápida     | Daniel Abt        |                  | Resultados |
| 11  | 14 de julio de 2018    | Nueva York ePrix Circuito callejero de Brooklyn Longitud: 2,373 km Vueltas: 45        | Pole Position     | Sébastien Buemi   |                  | Resultados |
| 12  | 15 de julio de 2018    | Nueva York ePrix Circuito callejero de Brooklyn Longitud: 2,373 km Vueltas: 45        | Ganador           | Jean-Éric Vergne  |                  | Resultados |
| 12  | 15 de julio de 2018    | Nueva York ePrix Circuito callejero de Brooklyn Longitud: 2,373 km Vueltas: 45        | 2º puesto         | Lucas Di Grassi   |                  | Resultados |
| 12  | 15 de julio de 2018    | Nueva York ePrix Circuito callejero de Brooklyn Longitud: 2,373 km Vueltas: 45        | 3º puesto         | Daniel Abt        |                  | Resultados |
| 12  | 15 de julio de 2018    | Nueva York ePrix Circuito callejero de Brooklyn Longitud: 2,373 km Vueltas: 45        | Vuelta rápida     | Daniel Abt        |                  | Resultados |
| 12  | 15 de julio de 2018    | Nueva York ePrix Circuito callejero de Brooklyn Longitud: 2,373 km Vueltas: 45        | Pole Position     | Sébastien Buemi   |                  | Resultados |

## Estadísticas del campeonato

### Puntuaciones
| Posición | 1º | 2º | 3º | 4º | 5º | 6º | 7º | 8º | 9º | 10º | Poles | VR |
| Puntos   | 25 | 18 | 15 | 12 | 10 | 8  | 6  | 4  | 2  | 1   | 3     | 1  |

- Fuente: fiaformulae.com[37]

### Campeonato de Pilotos
| Pos. | Piloto                 | HKG | HKG  | MAR | SAN  | MEX  | PDE  | ROM | PAR | BER | ZUC | NYC | NYC | Puntos |
| ---- | ---------------------- | --- | ---- | --- | ---- | ---- | ---- | --- | --- | --- | --- | --- | --- | ------ |
| 1    | Jean-Éric Vergne       | 2   | 4    | 5   | 1    | 5    | 1    | 5   | 1   | 3   | 10  | 5*  | 1   | 198    |
| 2    | Lucas di Grassi        | 17  | 14   | Ret | Ret  | 9*   | 2    | 2*  | 2*  | 2   | 1*  | 1   | 2   | 144    |
| 3    | Sam Bird               | 1   | 5    | 3   | 5    | 17   | 3    | 1   | 3   | 7   | 2   | 9   | 10  | 143    |
| 4    | Sébastien Buemi        | 11  | 10   | 2*  | 3*   | 3*   | Ret* | 6   | 5*  | 4*  | 5*  | 3*  | 4   | 125    |
| 5    | Daniel Abt             | 5*  | DSQ* | 10* | Ret* | 1    | 14*  | 4*  | 7*  | 1*  | 13* | 2*  | 3   | 120    |
| 6    | Felix Rosenqvist       | 14  | 1    | 1   | 4    | Ret* | 5*   | Ret | 8   | 11* | 15  | 14  | 5   | 96     |
| 7    | Mitch Evans            | 12  | 3    | 11  | 7    | 6    | 4    | 9   | 15  | 6   | 7   | Ret | 6   | 68     |
| 8    | André Lotterer         | DSQ | 13   | Ret | 2    | 13   | 12   | 3   | 6   | 9   | 4   | 7   | 9   | 64     |
| 9    | Nelson Piquet Jr.      | 4   | 12   | 4   | 6    | 4    | Ret  | Ret | Ret | 12  | Ret | Ret | 7   | 51     |
| 10   | Oliver Turvey          | 16  | 6    | Ret | 14   | 2    | 7    | 12  | 9   | 5   | 9   | DNS |     | 46     |
| 11   | Nick Heidfeld          | 3   | 16   | 7   | Ret  | Ret  | Ret  | 16  | 11  | 10  | 6   | 6   | 8   | 42     |
| 12   | Maro Engel             | 13  | 7    | 12  | Ret  | 16   | 10   | 8   | 4   | 8   | 11  | 8   | Ret | 31     |
| 13   | Edoardo Mortara        | 7   | 2    | 17† | 13   | 8    | 17   | 10  | 13  |     | Ret |     |     | 29     |
| 14   | Jérôme d'Ambrosio      | Ret | 15   | 15  | 8    | 11   | 9    | 7   | 12  | 19  | 3   | 13  | Ret | 27     |
| 15   | António Félix da Costa | 6   | 11   | 14  | 9    | 7    | 11   | 11  | Ret | 15  | 8   | 11  | 15  | 20     |
| 16   | Alex Lynn              | 8   | 9    | 9   | Ret  | 10   | 6    | Ret | 14  | 16  | 16  | Ret | 14  | 17     |
| 17   | José María López       |     |      | 6   | Ret* | 12   | 8    | 17† | 10  | 18  | 12  | Ret | Ret | 14     |
| 18   | Tom Dillmann           |     |      |     |      |      |      |     |     | 13  |     | 4   | Ret | 12     |
| 19   | Nico Prost             | 9   | 8    | 13  | 10   | Ret  | 15   | 14  | 16  | 14  | Ret | 10  | 11  | 8      |
| 20   | Tom Blomqvist          |     |      | 8   | 11   | 15   | 16   | 15  | Ret |     |     |     |     | 4      |
| 21   | Luca Filippi           | 10* | Ret* | 16  | 12   | 14   | 13   | 13* |     | 17  | Ret | 15  | Ret | 1      |
| 22   | Stéphane Sarrazin      |     |      |     |      |      |      |     |     | 20  | 14  | 12  | 12  | 0      |
| 23   | Ma Qing Hua            |     |      |     |      |      |      |     | 17  |     |     |     | 13  | 0      |
| 24   | Kamui Kobayashi        | 15* | 17*  |     |      |      |      |     |     |     |     |     |     | 0      |
| 25   | Neel Jani              | 18  | 18   |     |      |      |      |     |     |     |     |     |     | 0      |
| Pos. | Piloto                 | HKG | HKG  | MAR | SAN  | MEX  | PDE  | ROM | PAR | BER | ZUC | NYC | NYC | Pts    |

| Color     | Resultado                                                               |
| --------- | ----------------------------------------------------------------------- |
| Oro       | Ganador                                                                 |
| Plata     | 2.ª plaza                                                               |
| Bronce    | 3.ª plaza                                                               |
| Verde     | Finalizó en los puntos                                                  |
| Azul      | Finalizó sin puntos                                                     |
| Azul      | NC - No clasificado                                                     |
| Violeta   | Ret - No terminó (Carrera)                                              |
| Rojo      | DNQ - No se clasificó                                                   |
| Negro     | DSQ - Descalificado                                                     |
| Blanco    | DNS - No empezó (carrera)                                               |
| Blanco    | WD - Retirado (fin de semana)                                           |
| Blanco    | C - Carrera cancelada                                                   |
| Sin color | DNP - Inscrito pero no participó                                        |
| Sin color | INJ - Lesionado                                                         |
| Sin color | EX - Excluido                                                           |
| Estado    | Resultado                                                               |
| Negrita   | Pole position                                                           |
| Cursiva   | Vuelta rápida                                                           |
| †         | Abandona, pero clasifica al completar el porcentaje requerido para ello |

- Fuente: fiaformulae.com[38]

### Campeonato de Equipos
| Pos. | Equipo                    | No. | HKG | HKG | MAR | SAN | MEX | PDE | ROM | PAR | BER | ZUC | NYC | NYC | Puntos |
| ---- | ------------------------- | --- | --- | --- | --- | --- | --- | --- | --- | --- | --- | --- | --- | --- | ------ |
| 1    | Audi Sport ABT Schaeffler | 1   | 17  | 14  | Ret | Ret | 9   | 2   | 2   | 2   | 2   | 1   | 1   | 2   | 264    |
| 1    | Audi Sport ABT Schaeffler | 66  | 5   | DSQ | 10  | Ret | 1   | 14  | 4   | 7   | 1   | 13  | 2   | 3   | 264    |
| 2    | Techeetah                 | 18  | DSQ | 13  | Ret | 2   | 13  | 12  | 3   | 6   | 9   | 4   | 7   | 9   | 262    |
| 2    | Techeetah                 | 25  | 2   | 4   | 5   | 1   | 5   | 1   | 5   | 1   | 3   | 10  | 5   | 1   | 262    |
| 3    | DS Virgin Racing          | 2   | 1   | 5   | 3   | 5   | Ret | 3   | 1   | 3   | 7   | 2   | 9   | 10  | 160    |
| 3    | DS Virgin Racing          | 36  | 8   | 9   | 9   | Ret | 10  | 6   | Ret | 14  | 16  | 16  | Ret | 14  | 160    |
| 4    | Mahindra Racing           | 19  | 14  | 1   | 1   | 4   | Ret | 5   | Ret | 8   | 11  | 15  | 14  | 5   | 138    |
| 4    | Mahindra Racing           | 23  | 3   | 16  | 7   | Ret | Ret | Ret | 16  | 11  | 10  | 6   | 6   | 8   | 138    |
| 5    | Renault e.dams            | 8   | 9   | 8   | 13  | 10  | Ret | 15  | 14  | 16  | 14  | Ret | 10  | 11  | 133    |
| 5    | Renault e.dams            | 9   | 11  | 10  | 2   | 3   | 3   | Ret | 6   | 5   | 4   | 5   | 3   | 4   | 133    |
| 6    | Panasonic Jaguar Racing   | 3   | 4   | 12  | 4   | 6   | 4   | Ret | Ret | Ret | 12  | Ret | Ret | 7   | 119    |
| 6    | Panasonic Jaguar Racing   | 20  | 12  | 3   | 11  | 7   | 6   | 4   | 9   | 15  | 6   | 7   | Ret | 6   | 119    |
| 7    | Venturi Formula E Team    | 4   | 7   | 2   | 17† | 13  | 8   | 17  | 10  | 4   | 13  | Ret | 4   | Ret | 72     |
| 7    | Venturi Formula E Team    | 5   | 13  | 7   | 12  | Ret | 16  | 10  | 8   | 13  | 8   | 11  | 8   | Ret | 72     |
| 8    | NIO Formula E Team        | 16  | 16  | 6   | Ret | 14  | 2   | 7   | 12  | 9   | 5   | 9   | DNS | 13  | 47     |
| 8    | NIO Formula E Team        | 68  | 10  | Ret | 16  | 12  | 14  | 13  | 13  | 17  | 17  | Ret | 15  | Ret | 47     |
| 9    | Dragon Racing             | 6   | 18  | 18  | 6   | Ret | 12  | 8   | 17† | 10  | 18  | 12  | Ret | Ret | 41     |
| 9    | Dragon Racing             | 7   | Ret | 15  | 15  | 8   | 11  | 9   | 7   | 12  | 19  | 3   | 13  | Ret | 41     |
| 10   | MS&AD Andretti Formula E  | 27  | 15  | 17  | 8   | 11  | 15  | 16  | 15  | Ret | 20  | 14  | 12  | 12  | 24     |
| 10   | MS&AD Andretti Formula E  | 28  | 6   | 11  | 14  | 9   | 7   | 11  | 11  | Ret | 15  | 8   | 11  | 15  | 24     |
| Pos. | Equipo                    | No. | HKG | HKG | MAR | SAN | MEX | PDE | ROM | PAR | BER | ZUC | NYC | NYC | Pts    |

| Color     | Resultado                                                               |
| --------- | ----------------------------------------------------------------------- |
| Oro       | Ganador                                                                 |
| Plata     | 2.ª plaza                                                               |
| Bronce    | 3.ª plaza                                                               |
| Verde     | Finalizó en los puntos                                                  |
| Azul      | Finalizó sin puntos                                                     |
| Azul      | NC - No clasificado                                                     |
| Violeta   | Ret - No terminó (Carrera)                                              |
| Rojo      | DNQ - No se clasificó                                                   |
| Negro     | DSQ - Descalificado                                                     |
| Blanco    | DNS - No empezó (carrera)                                               |
| Blanco    | WD - Retirado (fin de semana)                                           |
| Blanco    | C - Carrera cancelada                                                   |
| Sin color | DNP - Inscrito pero no participó                                        |
| Sin color | INJ - Lesionado                                                         |
| Sin color | EX - Excluido                                                           |
| Estado    | Resultado                                                               |
| Negrita   | Pole position                                                           |
| Cursiva   | Vuelta rápida                                                           |
| †         | Abandona, pero clasifica al completar el porcentaje requerido para ello |

- Fuente: fiaformulae.com[39]

### Citas
1. ↑  «The Renault Z.E. 17». Renault Sport. Archivado desde el original el 1 de diciembre de 2017. Consultado el 28 de noviembre de 2017.
2. 1 2  «Sebastien Buemi, Nico Prost extend Renault e.dams Formula E deals». 9 de junio de 2017. Consultado el 11 de junio de 2017.
3. 1 2  «Audi unveils e-tron FE04  – Formula E». www.fiaformulae.com (en inglés). Consultado el 30 de septiembre de 2017.
4. 1 2  «Lucas di Grassi y Daniel Abt presentan la nueva etapa de Audi en Fórmula E». Competición. Consultado el 30 de septiembre de 2017.
5. 1 2 3  «Heidfeld y Rosenqvist renuevan con Mahindra Racing». SoyMotor.com. Consultado el 23 de septiembre de 2017.
6. ↑  «GALERÍA: el nuevo Mahindra M4Electro de Fórmula E». Motorsport.com. Archivado desde el original el 1 de octubre de 2017. Consultado el 30 de septiembre de 2017.
7. ↑  «Lynn replaces Lopez at DS Virgin for season four - Current E». Current E (en inglés británico). 5 de septiembre de 2017. Consultado el 30 de septiembre de 2017.
8. ↑  http://www.thinkzest.com/. «DS VIRGIN RACING UNVEILS FORMULA E SEASON FOUR CHALLENGER - DS Virgin Racing». DS Virgin Racing (en inglés británico). Archivado desde el original el 1 de diciembre de 2017. Consultado el 28 de noviembre de 2017.
9. 1 2 3  «Alex Lynn steps up to full-time Formula E race seat with DS Virgin Racing». DS Virgin Racing. 5 de septiembre de 2017. Archivado desde el original el 5 de septiembre de 2017. Consultado el 5 de septiembre de 2017.
10. 1 2 3 4  «André Lotterer se traslada a la Fórmula E con Techeetah». Motor.es. 26 de septiembre de 2017. Consultado el 30 de septiembre de 2017.
11. ↑  «Car - Techeetah Formula E Team». www.techeetahfe.com. Consultado el 28 de noviembre de 2017.
12. ↑  «NIO - Formula E». www.nio.io (en inglés). Archivado desde el original el 1 de diciembre de 2017. Consultado el 28 de noviembre de 2017.
13. 1 2 3  «Luca Filippi se une a Oliver Turvey en NIO Fórmula E». Motor.es. 2 de octubre de 2017. Consultado el 2 de octubre de 2017.
14. ↑  «Ma Qing Hua toma el volante en Paris». MOTORLAT. Consultado el 24 de abril de 2018.
15. ↑  Mitchell, Scott (23 de mayo de 2017). «Alexander Sims set for Andretti Formula E 2017/18 development role». Autosport. Consultado el 23 de mayo de 2017.
16. ↑  «Season 4: official team & driver entry list confirmed – Formula E». www.fiaformulae.com (en inglés). Archivado desde el original el 5 de noviembre de 2017. Consultado el 28 de noviembre de 2017.
17. ↑  «"Kamui races with a Monaco racing licence and the FIA sees Kobayashi as Monegasque" - ABB Formula E on Twitter». Twitter. Consultado el 15 de abril de 2018.
18. 1 2  «Kamui Kobayashi correrá con Andretti en el EPrix de Hong Kong». Car and Driver (en inglés). Archivado desde el original el 1 de diciembre de 2017. Consultado el 28 de noviembre de 2017.
19. ↑  Soulsby, Chris. «Formula E: Tom Blomqvist confirmed for Marrakesh ePrix». Motorsport Week (en inglés). Archivado desde el original el 3 de enero de 2018. Consultado el 12 de enero de 2018.
20. ↑  «Sarrazin reemplaza a Blomqvist en el Andretti FE team». Motorsport.com. Consultado el 19 de mayo de 2018.
21. ↑  «Andretti confirma a Felix da Costa para 2017-2018». Motorsport.com. Archivado desde el original el 2 de octubre de 2017. Consultado el 2 de octubre de 2017.
22. 1 2 3 4  «Neel Jani Joins Faraday Future Dragon Racing  – Formula E». www.fiaformulae.com (en inglés). Consultado el 30 de septiembre de 2017.
23. 1 2  «José María 'Pechito' López sustituye a Neel Jani en Dragon Racing». 5 de enero de 2018. Consultado el 5 de enero de 2018.
24. ↑  «Venturi GP formula E championship high performance powertrains». Venturi Automobiles (en inglés estadounidense). Archivado desde el original el 1 de diciembre de 2017. Consultado el 28 de noviembre de 2017.
25. 1 2 3  «Venturi ficha a Mortara como compañero de Engel». SoyMotor.com. Consultado el 21 de octubre de 2017.
26. ↑  «Dillmann reemplazará a Mortara en el ePrix de Berlín». Motorsport.com. Consultado el 19 de mayo de 2018.
27. 1 2 3 4  «Piquet joins Evans in Jaguar's Formula E line-up». Motorsport.com (en inglés). Consultado el 23 de septiembre de 2017.
28. ↑  «Jaguar I-Type - An All Electric Formula E Car - Jaguar». Jaguar International (en inglés británico). Archivado desde el original el 1 de diciembre de 2017. Consultado el 28 de noviembre de 2017.
29. ↑  «Formula E – Entry list for 2017/18 season confirmed».
30. ↑  «Audi completa la adquisición del equipo Abt de la Fórmula E». Motorsport.com. Consultado el 3 de diciembre de 2017.
31. ↑  «El Ricardo Tormo albergará entrenamientos de Fórmula E del 2 al 5 de octubre». Mundo Deportivo. Consultado el 11 de octubre de 2017.
32. ↑  «La FIA presenta el calendario de la temporada 2017/2018 de Fórmula E». Motorsport.com. Archivado desde el original el 13 de agosto de 2017. Consultado el 8 de noviembre de 2017.
33. ↑  «Punta del Este vuelve a recibir a la Fórmula E». Motorsport.com. Consultado el 17 de diciembre de 2017.
34. ↑  «Formula E brings racing return to Switzerland». FIA Formula E (en inglés). Consultado el 29 de enero de 2019.
35. ↑  Smith, Sam. «No London return but Chile on 2017/18 Formula E calendar». Autosport.com (en inglés). Consultado el 29 de enero de 2019.
36. ↑  «Formula E won't replace scrapped Montreal finale». www.motorsport.com (en inglés). Consultado el 29 de enero de 2019.
37. ↑  «Rules & Regulations – Formula E». www.fiaformulae.com (en inglés). Archivado desde el original el 13 de noviembre de 2016. Consultado el 12 de agosto de 2017.
38. ↑  «Driver Standings – Formula E». www.fiaformulae.com (en inglés). Archivado desde el original el 17 de mayo de 2018. Consultado el 19 de mayo de 2018.
39. ↑  «Team Standings – Formula E». www.fiaformulae.com (en inglés). Archivado desde el original el 12 de mayo de 2018. Consultado el 19 de mayo de 2018.